# Anna Danesi
Anna Danesi, född 20 april 1996, är en italiensk volleybollspelare (center). Hon vann guld med Italien vid OS 2024.
Hon började spela volleyboll som femåring. Som femtonåring började hon spela med GSO Villa Cortese, med vilka hon vann två italienska mästerskap för artonåringar. Efter att Villa Cortese upplösts spelade hon säsongen 2013/2014 för Volleyrò Casal de 'Pazzi i serie B1. Med U18-landslaget (som hon debuterade med 2012) tog hon silver vid EM och kom tia vid VM.
Säsongen 2014/2015 anslöt hon till Club Italia (ett lag för talanger med förbundskoppling, till viss del liknande RIG Falköping). Med U20-landslaget vann hon VM-brons och blev utnämnd till turneringens bästa center. I slutet av 2015 spelade hon för första gången med seniorlandslaget och i januari 2016 deltog hon när seniorlandslaget kvalificerade sig för olympiska sommarspelen 2016.
Säsongen 2016/2017 anslöt hon till Imoco Volley Conegliano. Med klubben vann de italienska mästerskapen två gånger (2017/2018 och 2018/2019), den italienska cupen en gång (2016/2017) och italienska supercupen två gånger (2016 och 2018). Säsongen 2019/2020 gick hon över till Unione Sportiva Pro Victoria Pallavolo Monza med vilka hon vann CEV Champions League 2020/2021. Med landslaget har hon tagit silver vid VM 2018, brons vid EM 2019, guld vid EM 2021, brons vid VM 2022, guld vid Volleyball Nations League 2024 och OS 2024. Vid VM 2022 och OS 2024 utsågs hon till bästa blockare.